# Gohrischheide und Elbniederterrasse Zeithain
Gohrischheide und Elbniederterrasse Zeithain este o arie protejată (arie specială de conservare — SAC, sit de importanță comunitară — SCI) din Germania întinsă pe o suprafață de 2.654 ha, integral pe uscat.

## Localizare
Centrul sitului Gohrischheide und Elbniederterrasse Zeithain este situat la coordonatele 51°23′27″N 13°19′42″E / 51.3908°N 13.3283°E.

## Înființare
Situl Gohrischheide und Elbniederterrasse Zeithain a fost declarat sit de importanță comunitară în februarie 1999 pentru a proteja 4 specii de animale. Situl a fost protejat și ca arie specială de conservare în aprilie 2011.

## Biodiversitate
Situată în ecoregiunea continentală, aria protejată conține 2 habitate naturale: Vegetație psamofilă uscată cu pășuni deschise de Corynephorus și Agrostis, Pajiști uscate europene.
La baza desemnării sitului se află mai multe specii protejate:
- amfibieni (2): buhai de baltă cu burta roșie (Bombina bombina), triton cu creastă (Triturus cristatus)
- mamifere (2): liliac cârn (Barbastella barbastellus), vidră de râu (Lutra lutra)